# Drosophila ironensis
Drosophila ironensis este o specie de muște din genul Drosophila, familia Drosophilidae, descrisă de Bock și Michael J. Parsons în anul 1978. Conform Catalogue of Life specia Drosophila ironensis nu are subspecii cunoscute.